# Alexander Pantages

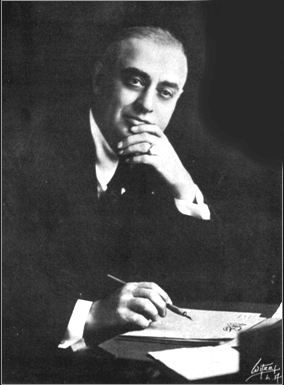
Alexander Pantages (um 1914)

Alexander Pantages (eigentlich griechisch Περικλής Αλέξανδρος Πανταζής Periklís Aléxandros Padazís; * wahrscheinlich 1867; † 17. Februar 1936) war ein US-amerikanischer Vaudeville-Impresario. Angeblich beherrschte Pantages ein halbes Dutzend Sprachen, konnte aber nicht schreiben. Trotzdem schuf er eine bedeutende Theater-Kette im Westen der Vereinigten Staaten und Kanadas.

## Biografie
Im Alter von 9 Jahren lief Pantages von zu Hause weg und arbeitete einige Jahre auf Handelsschiffen. Er half bei den Arbeiten am Panamakanal, bis er an Malaria erkrankte. Danach schlug er sich in San Francisco als Kellner und zeitweise auch als Boxer durch.
1897 ging er nach Kanada, um am Yukon Gold zu suchen. In Dawson wurde er Partner und Liebhaber der Saloon-Betreiberin „Klondike Kate“ Rockwell. Zum Betrieb gehörte ein kleines, aber erfolgreiches Vaudeville-Theater.
1902 zog Pantages nach Seattle, wo er das „Crystal Theater“ eröffnete. Er heiratete die Musikerin Lois Mendenhall (ca. 1870–1941). Mitte der 1920er besaß er über 30 Vaudeville-Theater und hatte Verträge mit etlichen weiteren. Diese Kette war als der „Pantages Circuit“ bekannt. Alle Pantages-Tourneen starteten im „Pantages Playhouse“ in Winnipeg und durchliefen – bei Erfolg – den ganzen Circuit.
Um 1920 herum zog Pantages nach Los Angeles. Er schloss einen Vertrag mit einem Filmverleih und zeigte in seinen Theatern neben Live-Shows auch Filme. In den 1920ern dominierte er den Vaudeville- und Lichtspielmarkt westlich des Mississippi.
Ende der 1920er erhielt Pantages von Joseph P. Kennedy ein Kaufangebot für seine Kette, das er zurückwies. 1929 wurde er wegen Vergewaltigung angezeigt und zu 50 Jahren Haft verurteilt. In Folge musste er das ursprüngliche, mittlerweile jedoch auf weniger als die Hälfte reduzierte Angebot annehmen. Er erreichte eine Wiederaufnahme des Strafverfahrens und argumentierte erfolgreich, dass er das Opfer einer Intrige seiner Konkurrenten war.
Trotz dieses Triumphs war Pantages finanziell und gesundheitlich ruiniert. Er musste seine Kette weit unter Wert verkaufen. Er zog sich zurück und züchtete Rennpferde. Seine Versuche, in die Theaterwelt zurückzukehren, scheiterten. Alexander Pantages starb 1936 und wurde in Glendale (Kalifornien) beigesetzt.
Der Filmproduzent John W. Considine Jr. war sein Schwiegersohn, seine Enkel sind die Schauspieler John Considine und Tim Considine.